# بانه رابه
بانه رابه (انگلیسی: Bahne Rabe؛ ۷ اوت ۱۹۶۳ – ۵ اوت ۲۰۰۱) قایقران روئینگ اهل آلمان بود.
وی در مسابقات کشوری و بین‌المللی در مجموع برندهٔ ۲ مدال طلا، ۱ مدال برنز شده‌است.